# 烟草与魔鬼
《烟草与魔鬼》是芥川龙之介的一部短篇小说。 1916年11月（大正5年）发表于《新思潮》。1917年新潮社出版了单行本。属于芥川小说中的“天主教”题材。
芥川龙之介在小说最后总结，这则故事乍一看似乎是牛贩赢了，但从他使烟草遍布全国来看似乎是魔鬼赢了，魔鬼连跌跤都不会白跌，人类自以为战胜诱惑时，是否其实已经输掉。

## 情节概要

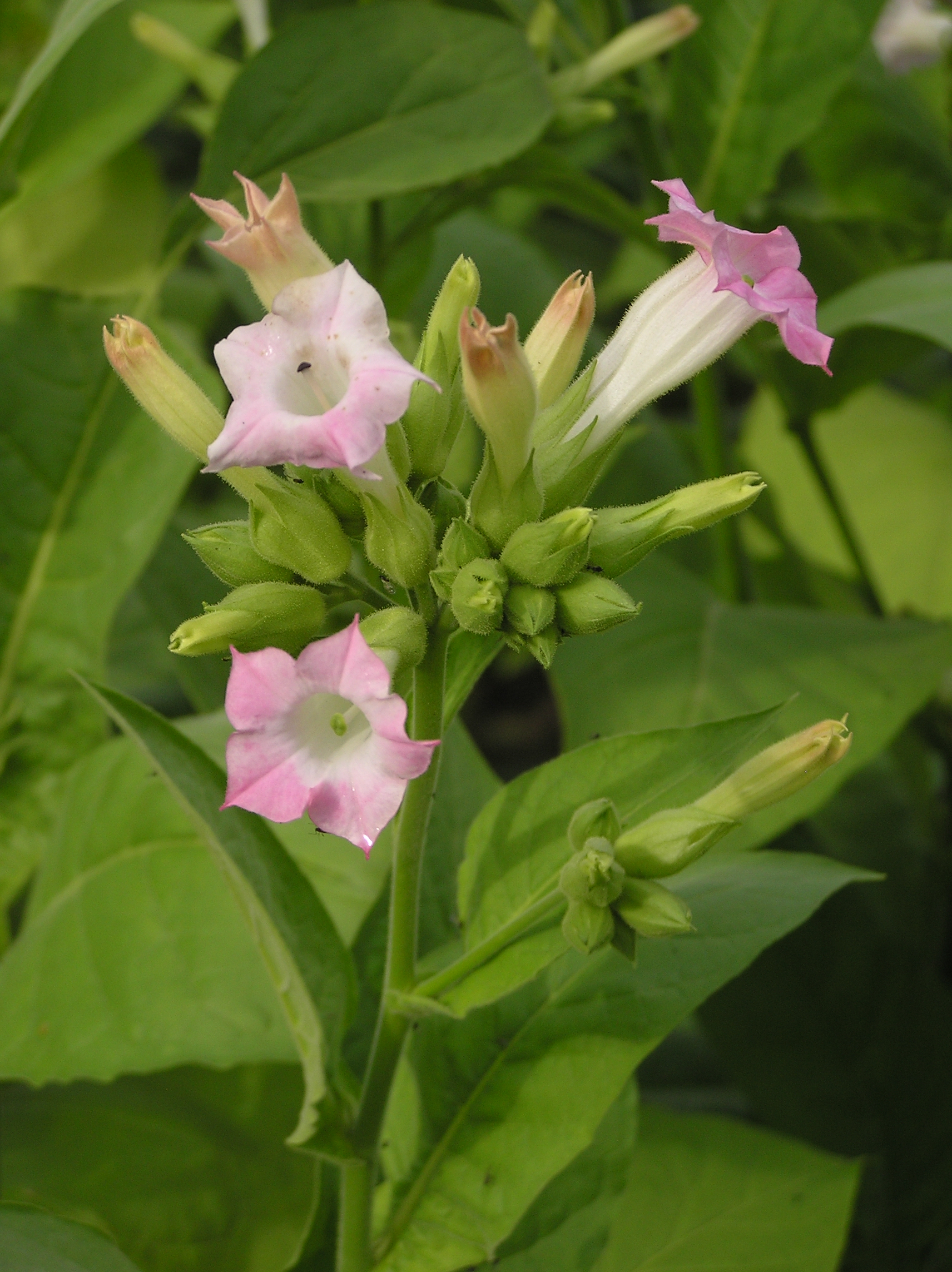
烟草花

日本一开始是没有烟草的，关于烟草是谁带来的有各种说法，但其中有一则传说称烟草是魔鬼带来的。
天文18年（1549年），圣方济·沙勿略为了传播天主教来到日本。另一方面，化身为侍奉他的一名教士的魔鬼也来到了日本。魔鬼得意洋洋，一边看着和马可波罗的《东方见闻录》中所描述的日本相差甚远的风景，一边琢磨着怎样诱惑日本人。不过既然连教徒都没有就谁也诱惑不了。于是魔鬼为了打发时间，借了田地和农具开始搞园艺。在犁完的田地里，魔鬼撒下了藏在他耳朵里的某种种子。最终它发芽生长，在夏末开出了漏斗形的紫色花朵。然而，没有人知道这种植物的名字。当圣方济问他时，魔鬼只是诡笑着沉默不语。
有一天，圣方济外出传教。一个牛贩走近魔鬼照料的田地，想让他告诉自己花的名字。魔鬼和牛贩打赌说：“三天内，你如果猜中了，田里的东西全归你。如果猜不中，我也要拿走你的某样东西。”牛贩以为对方是开玩笑，于是两人就以基督的名义起誓。接着魔鬼露出他的真面目说：“如果猜不中，你的灵魂就归我了。”牛贩此时才发现上了魔鬼的当。
牛贩想了3天3夜，最后终于想了一个办法。在魔鬼睡着的深夜，让他的牛冲进魔鬼的田里乱踩。魔鬼被吵醒，生气地说：“这畜生，怎么在我的烟草田里捣乱。”这句话对牛贩来说简直像上帝的声音。接下来的事如期而至，牛贩猜到了植物的名字，并得到了魔鬼的烟草田。